# 里見義俊
新田 義俊/里見 義俊（にった よしとし/さとみ よしとし）は、平安時代末期の武将。

## 略歴
事績などは不明だが、里見氏に伝わる家系図に義俊の名が記されている。
新田氏の初代当主新田義重の庶長子だったが、妾腹のために家督を嫡出の異母弟の義兼に譲って分家し、上野国新田荘竹林（高林）郷を与えられた。
久寿元年から2年（1154年 - 1155年）頃に、北方の碓氷郡（八幡荘）里見郷付近の碓氷城に移り、山城を築き、居を構えた時に里見氏と称した。
父・義重に先立ちこの世を去った。天台宗・里見山光明寺に葬られている。
異説としては、建久4年（1193年）8月に安房国守護となり、安房国平郡（平群郡）を拠点とした安房里見氏の祖となったという。